# Marlène Mourreau
{{Ficha de persona
| nombre de nacimiento = Marlène Mourreau
| cónyuge = Michel Guevara (2000-2003)

Marlène Mourreau (Neuilly-sur-Seine, 19 de abril de 1969) es una vedette, modelo, pin-up, actriz y presentadora de televisión francesa, que ha desarrollado la mayor parte de su trayectoria artística en España.

## Biografía
Marlene nació en Francia en 1969. Su carrera comienza cuando fue elegida primera dama de honor de Miss Francia 1986, y a partir de ahí realizó una carrera de modelo durante tres años con la agencia V.I.P. y Metropolitan. 
En 1990 da sus primeros pasos en la televisión con los programas eróticos Venus, Emotion y Sexy Zap para la cadena M6. Algunos de los mismos fueron reemitidos en España. En 1995 monta la agencia de modelos Body-Bobine de la que salieron Ingrid Chauvin y Alexandra Bronkers.
En 1995 se presentó a las elecciones presidenciales francesas con el PLA (Partido por la Libertad y el Amor) del showman Patrick Sébastien, prometiendo, entre otras cosas, preservativos gratuitos, sin tener demasiado éxito.
Llegó a la televisión española de la mano de José Luis Moreno en la década de 1990, con el que trabajó en diferentes programas. Una de sus primeras labores en televisión fue como presentadora de un programa semanal de variedades, a dúo con Jesús Vázquez que se emitió en canales autonómicos españoles, grabado en Vigo (Galicia).
Consiguió su mayor popularidad con el programa de actuaciones no profesionales El semáforo, de Chicho Ibáñez Serrador ya que era un exuberante contraste ante su compañera de copresentación Asunción Embuena en La 1. En 1997, es la copresentadora junto a Pepe Viyuela de un programa de humor en La 1 llamado No veas.
En 2004 participó en la primera edición de Gran hermano VIP, en el cual resultó ganadora con el 72,1 % de los votos. 
En 2005 entró en Première compagnie —en Francia—, un concurso militar, el que abandonaría voluntariamente. En el mismo año en el canal francés TF1 Marlene ganó el concurso Celebrity Dancing —la versión francesa de ¡Mira quién baila! en España—, donde se rompió dos costillas en el directo durante la final. 
En 2006 es una de las concursantes de Supervivientes. Finalmente fue la primera expulsada a las pocas horas del inicio del concurso. A su regreso a Madrid volvió a ser portada de la revista Interviú, convirtiéndose en la mujer —junto a Natalia Estrada y Sabrina—con más portadas de la publicación, siendo once con el ejemplar número 1575 de la primera semana de julio de 2006.
En 2009 volvió a Francia, con ganas de montar un nuevo espectáculo París Latino en español para estrenarlo en el Cabaret Parisino La Nouvelle Ève en 2011. Ha colaborado ocasionalmente en diversos programas de televisión.
Desde septiembre de 2012, Marlene es la embajadora en Europa de CougarLife.com, página web especializada en relaciones entre mujeres cougar que quieren tener relación con chicos más jóvenes.
En 2013, vuelve a España tras la muerte de su padre y empezó a actuar en la Skala Kabaret de Benidorm con un nuevo show dirigido por Adrián Ortega, hasta verano de 2015.
En la actualidad, Marlene actúa en una obra teatral de Francisco Florido: Nos vemos en el cielo por toda España. Además fue la protagonista de la portada de la revista Primera Línea en su ejemplar número 381 publicada en enero de 2017.

## Carrera

### Actriz y modelo
- 2003: Paraíso serie de televisión— como Mónica.
- 2000: ¡Ja me maaten...! —película— como Marlene.
- 1999: Ada Madrina —serie de televisión—
- 1999: Mediterráneo —serie de televisión—
- 1998: Ni contigo ni sin ti —serie de televisión— como Véronique/Monique
- 1997: Hostal Royal Manzanares —serie de televisión— como Mari PePA
- 1997: No veas —serie de televisión—
- 1993: Sexy Zap —serie de televisión—
- 1995: Van Loc: un grand flic de Marseille (serie de televisión) como Maryline.

### Presentadora
- 1995: El semáforo —concurso— como copresentadora junto a Jordi Estadella

- 2000: Noche de fiesta junto a Miguel Ángel Tobías, durante un programa de enero de 2000

### Reality shows
- 2004: Gran Hermano VIP —concurso de televisión, Telecinco—. Ganadora
- 2005: Première compagnie —concurso de televisión, TF1—. 3.ª expulsada
- 2005: Celebrity dancing —concurso de televisión, TF1—. Ganadora
- 2006: Supervivientes: Perdidos en el Caribe —concurso de televisión, Telecinco—. 1.ª expulsada

### Programas Invitada
- 2017: Cámbiame VIP —programa de televisión dedicado al cambio de imagen, Telecinco—
- 2018: Luar —actuaciones en el programa, TVG—